# Женская Финалиссима
Женская Финалиссима (англ. Women's Finalissima) — межконтинентальный женский футбольный суперкубок, организованный КОНМЕБОЛ и УЕФА, в котором участвуют победительницы Кубка Америки и Чемпионата Европы. Этот единственный матч проводится раз в четыре года и является женским аналогом Кубка чемпионов КОНМЕБОЛ — УЕФА. Соревнование было объявлено в 2022 году в рамках возобновленного партнерства КОНМЕБОЛ и УЕФА.

## История
12 февраля 2020 года УЕФА и КОНМЕБОЛ подписали обновленный меморандум о договоренности, призванный расширить сотрудничество между двумя организациями. В рамках соглашения совместный комитет УЕФА-КОНМЕБОЛ изучил возможность проведения межконтинентальных матчей между Европой и Южной Америкой как по женскому, так и по мужскому футболу и в различных возрастных группах. 15 декабря 2021 года УЕФА и КОНМЕБОЛ вновь подписали обновленный меморандум о взаимопонимании сроком до 2028 года, который включал конкретные положения об открытии совместного офиса в Лондоне и потенциальной организации различных футбольных мероприятий.
2 июня 2022 года, на следующий день после проведения Финалиссимы 2022, КОНМЕБОЛ и УЕФА объявили о серии новых соревнований между командами двух конфедераций. В их число входил матч между победительницами женского Кубка Америки и победительницами женского чемпионата Европы. Первый розыгрыш состоялся 6 апреля 2023 года на стадионе «Уэмбли» в Лондоне между Бразилией, победительницей Кубка Америки 2022 года, и Англией, победительницей Чемпионата Европы 2022 года. Первый розыгрыш выиграла Англия в серии послематчевых пенальти после ничейного результата (1:1) в основное время (в новом соревновании нет дополнительного времени: ничья сразу переходит в серию пенальти).

## Результаты
| Год  | Победители | Счёт            | 2-е место | Стадион | Место          | Посещаемость |
| ---- | ---------- | --------------- | --------- | ------- | -------------- | ------------ |
| 2023 | Англия     | 1:1 (4:2, пен.) | Бразилия  | Уэмбли  | Лондон, Англия | 83 132       |